# Persipura Jayapura
Persatuan Sepak Bola Indonesia Jayapura, w skrócie Persipura Jayapura – indonezyjski klub piłkarski, grający w pierwszej lidze indonezyjskiej, mający siedzibę w Jayapurze.

## Historia
Klub został założony 1 maja 1963 roku. W 1979 roku osiągnął swój pierwszy sukces, gdy zwyciężył w rozgrywkach First Division (II poziom). Rok później Persipura wywalczyła wicemistrzostwo Indonezji. Przez kolejne trzynaście lat nie osiągnęła znaczących sukcesów. W 1993 roku ponownie wygrała rozgrywki First Division i awansowała do ekstraklasy.
Kolejny sukces Persipura osiągnęła w 2005 roku. Wygrała wówczas rozgrywki Liga Indonesia i po raz pierwszy w historii wywalczyła tytuł mistrza Indonezji. Po utworzeniu Indonesia Super League klub trzykrotnie zostawał mistrzem kraju w sezonach 2008/2009, 2010/2011 i 2012/2013 oraz trzykrotnie wicemistrzem w sezonach 2009/2010, 2011/2012 i 2014. Trzykrotnie wystąpił też w finale Piala Indonesia, ale w każdym z przypadków przegrywał. W 2006 roku uległ 0:2 Aremie Malang, w 2008 i 2009 roku przegrał po rzutach karnych z zespołem Sriwijaya FC.

## Stadion
Domowe mecze klub rozgrywa na stadionie Mandala, który może pomieścić 30 tysięcy widzów.

## Sukcesy

### Domowe

#### Ligowe
- Indonesia Super League
  - mistrzostwo (3): 2008/2009, 2010/2011, 2012/2013
  - wicemistrzostwo (3): 2009/2010, 2011/2012, 2014

- Liga Indonesia
  - mistrzostwo: 2005

- Perserikatan
  - wicemistrzostwo: 1980

- Perserikatan First Division
  - wicemistrzostwo (2): 1979, 1993

#### Puchary
- Piala Indonesia
  - finalista (3): 2006, 2007, 2009

- Indonezyjska Tarcza Dobroczynności
  - zwycięstwo: 2009

- Inter Island Cup
  - zwycięstwo: 2011

- Piala Soeharto
  - zwycięstwo: 1976

### Międzynarodowe
- Puchar AFC
  - półfinał: 2014
  - ćwierćfinał: 2011

## Skład na sezon 2015
| Nr | Poz. | Piłkarz            |
| -- | ---- | ------------------ |
| 2  | OB   | Roni Beroperay     |
| 3  | OB   | Fandry Imbiri      |
| 4  | OB   | Ricardo Salampessy |
| 5  | PO   | Izaac Wanggai      |
| 6  | PO   | Gerald Pangkali    |
| 8  | PO   | Lim Joon-sik       |
| 11 | PO   | Imanuel Wanggai    |
| 12 | PO   | Nelson Alom        |
| 13 | PO   | Ian Kabes          |
| 14 | OB   | Ruben Sanadi       |
| 16 | OB   | Daniel Tata        |
| 18 | NA   | Ricky Kayame       |
| 19 | OB   | Daniel Tata        |
| 20 | BR   | Ferdiansyah        |

| Nr | Poz. | Piłkarz            |
| -- | ---- | ------------------ |
| 21 | OB   | Yustinus Pae       |
| 25 | NA   | Christovel Sibi    |
| 26 | NA   | Fredy Isir         |
| 27 | BR   | Dede Sulaiman      |
| 28 | OB   | Andri Ibo          |
| 30 | BR   | Euneke Pahabol     |
| 31 | OB   | Dominggus Fakdawer |
| 32 | PO   | Muhammad Tahir     |
| 33 | NA   | Lukas Mandowen     |
| 44 | OB   | Yohanis Tjoe       |
| 45 | OB   | Bio Paulin         |
| 49 | OB   | Jaelani Arey       |
| 85 | BR   | Selsius Gebze      |